# 古家学
古家 学（ふるや まなぶ、1974年9月24日 - ）は、日本のシンガーソングライター、作曲家、ラジオパーソナリティ。和歌山県白浜町出身。

## 略歴
中学生の頃、長渕剛・浜田省吾らの音楽に感銘を受けて楽器を手にする。16歳のときに初めて作った自作のデモテープがレコード会社の目に留まり、創作活動を本格的に開始する。高校を卒業後、一度大阪で就職するが、1995年のオーディション出場がきっかけとなって上京。抜群の歌唱力と説得力を持った声質、そしてメロディーラインの良さが多方面から注目を集める。
1996年10月19日、日本コロムビアより、シングル「朝焼けの少年」、アルバム「希望の明日」でメジャー・デビュー。参加スタジオ・ミュージシャンは古村敏比古・島村英二・吉川忠英・徳武弘文・高水健司・重実徹・美久月千晴・古川望など。その後、シングル「いつも君は泣いていた」が東ハト・キャラメルコーン、アルバム収録曲「夢の続きへ」が東京アカデミーのCMソングとなる。アコースティックなサウンド、訴えかけるストレートな詞とボーカルが幅広く共感を呼び、シングル「朝焼けの少年」「雨のピリオド」を引っ提げた47都道府県での弾き語りキャンペーンは3ヶ月半、総移動距離36,000Kmを超えるものとして話題を集めた。
2000年にTRYCLEよりマキシシングル「少年の時」を発売後、インディーズでの活動を開始。自身が拘る究極のアコースティック・アルバム「明日の先へ」・「初雪」発表。その後、様々なアーティストへの楽曲提供や、レコーディング参加などサポート・ミュージシャンとして新しい音楽活動の場を広げる中、和歌山弁ラップ「Yhoo!You're!Yhoo!」を発表。同作は本人の音楽を知る人々の度肝を抜き、和歌山を中心に関西に口コミで広がる。
2005年、故郷和歌山をテーマにしたアルバム「息吹」を発表。2005年日本国際博覧会のイベントに出演。2011年、デビュー15周年を機に、活動拠点を生まれ故郷の和歌山県白浜町に移す。
2012年4月、シングル「明日の笑顔」発表。同曲はNHK和歌山・テレビ和歌山・和歌山放送の3局合同キャンペーン「紀南へ行こう」イメージソング・「台風12号紀伊半島大水害復興支援曲」として使われる。同年9月アルバム「だから僕は故郷（ここ）で生きていく」を発表。
その後も和歌山からさまざまなエンターテインメントの発信を続けている。

## 人物
アコースティック・ギターによる弾き語りが基本であるが、独学でピアノをマスターし、ピアノ弾き語りの楽曲も多い。自身の経験や心情を歌詞に込めることが多く、和歌山を題材にした曲が多い。また、「Yhoo! You're Yhoo!」等、ラップ調の曲を弾き語りすることもあり、ジャンルは幅広い。楽曲提供を行う場合も、ジャンルは様々。ものまねも好きで長渕剛のオフィシャル・カフェで弾き語りコンテストにお忍びで出場、脚光を浴びた。その他、『ルパン三世』のルパンなどを持ちネタとする。

## ディスコグラフィ

### シングル
1. 朝焼けの少年／君しかいない （1996年10月19日）
2. 雨のピリオド／風に吹かれながら （1997年4月19日）
3. いつも君は泣いていた／雨のピリオド（レイン・フォール・ヴァージョン） （1997年8月30日）
4. いつか通り過ぎてゆく／スロープ （1998年3月21日）
5. 大丈夫／新しい風の中で （1998年6月20日）
6. 君といた季節／僕は居眠りでも夢を見る （1998年10月21日）
7. 少年の時／ストリート／メッセージ （2000年6月14日）
8. この星空を超えて （「今夜は楽しまナイト」エンディングテーマ）
9. Yhoo! You're! Yhoo!（和歌山弁ラップ） （2004年7月27日）
10. 砂の城／未来星 （映画の主人公「小西哲也」名義で発売、2008年4月26日）
11. さがしもんのうた
12. 弁慶よさこいODOROLAYO! （2008年11月1日）
13. わたしの家は梅農家
14. バームクーヘン食わへん?
15. 未来星／砂の城 （古家学としてジャケットリニューアル・2010年4月4日）
16. ハジマリノ風／しあわせのかけら （2010年4月4日）
17. バーム戦隊ウマインジャー
18. さがしもんのうた（2010ヴァージョン） （2010年6月5日）
19. ボクラノタカラモノ（白崎海洋公園イメージソング）
20. 明日の先へ 〜2011さくら.Ver〜（東北地方関東沖大地震募金CD） （2011年3月26日）
21. 明日の笑顔（「紀南行こう!」キャンペーンの紀南復興応援ソング） （2012年4月8日）
22. 最後の恋愛／幸せすぐる (*´ｪ｀*)／幸せのピッツア（2013年8月11日）
23. 虹色の翼 （2013年10月14日）

### アルバム
1. 希望の明日 （1996年10月19日）
2. 僕が歩く場所（1997年7月19日）
3. COLLECTION 1996〜1999 （1999年7月17日）
4. 明日の先へ （2002年6月10日）
5. 初雪 （2003年11月27日）
6. 息吹 （2005年7月20日）
7. だから僕は故郷で生きていく （2012年9月22日）
8. 感謝の花束（2016年10月19日）

### その他
- いのちのうた（2010年12月）
  - CDにはなっておらず、下記サイトで無料ダウンロード配信（2011年3月現在）
    - 命のうた実行委員会公式ブログ
    - いのちのうたプロジェクト詳細ページ（エフエム和歌山内ページ）

## ラジオ番組
- 古家学のマーナビゲーション（南紀白浜コミュニティ放送、やおコミュニティ放送、エフエム和歌山）

## 映画出演
- 君に捧げるサンバ（主演。監督：廣瀬茂之）

## プロデュース
- 紀南エンターテインメントプロジェクト・fool8peeps「ヘープーじゃ!!」

## 楽曲提供

### 作詞・作曲
- 松平健「人生のレシピ」「連理の桜」
- 大久保伸隆「あの日にずっと」
- テレビ朝日『炎神戦隊ゴーオンジャー』挿入歌「BANG! BANG!ゴーオンジャー」歌：NoB
- いのちのうたプロジェクト「いのちのうた」
- 和歌山ご当地アイドルZagaDaプロジェクト「イエヤン★コンプレックス」